# Total Chaos (US-amerikanische Band)
Total Chaos ist eine amerikanische Streetpunk-Band, die 1989 in Pomona, Kalifornien, gegründet wurde. Inklusive Wiederveröffentlichungen erschienen die Alben u. a. bei den Musiklabels Dirty Punk Records, Dream Catcher, Epitaph Records, People Like You Records, Punkcore Records, Roadrunner Records und SOS Records.

## Diskografie
- 1993: We Are the Punx, We Are the Future (Chaos Records)
- 1994: Pledge of Defiance (Epitaph Records)
- 1995: Patriotic Shock (Epitaph Records)
- 1996: Anthems from the Alleyway (Epitaph Records, Roadrunner Records)
- 1999: In God We Kill (Cleopatra Records)
- 2001: Punk Invasion (Reject Records, SOS Records, Dream Catcher, Dirty Punk Records)
- 2003: Freedom Kills (SOS Records, People Like You Records)
- 2008: Avoid All Sides (Punkcore Records, People Like You)
- 2011: Battered and Smashed (Concrete Jungle Records, Stomp Records)
- 2015: World of Insanity (SOS Records, Chaos Entertainment)